# Buttinge
Buttinge est un hameau appartenant à la commune néerlandaise de Veere, situé dans la province de la Zélande. C'est une ancienne seigneurie, dont les seigneurs se sont éteints dès le XVe siècle.
Jusqu'en 1816, Buttinge formait avec Zandvoort la commune de Buttinge en Zandvoort ; dès 1816, le hameau est rattaché à Grijpskerke.